# Glossonymie du Tchad
La glossonymie est l'étude des noms de langues (glossonymes). Les glossonymes du Tchad sont très nombreux et une même langue peut avoir plusieurs noms : nom donné par les locuteurs, nom donné par les voisins, nom donné par l'administration coloniale française ou par l'administration tchadienne, nom donné par les linguistes...
- Haut – A
- B
- C
- D
- E
- F
- G
- H
- I
- J
- K
- L
- M
- N
- O
- P
- Q
- R
- S
- T
- U
- V
- W
- X
- Y
- Z

## K
- kim

Langue des Kim
Autodésignation : kosop, kwasap, wa kosop

## M
- maba

Langue des Mabas
Autodésignation : bura mabang
- massa

Langue des Massa
Autodésignation : masana
- masalit

Langue des Masalit
Autodésignation : kana masara